# 香港大學牙醫學院
香港大學牙醫學院（英語：Faculty of Dentistry, The University of Hong Kong）成立於1982年，是香港大學本部轄下學院之一，港大牙醫學院是香港第一所，也是唯一一所在香港提供本地牙醫學士課程及深造課程的學院，牙科學生完成牙科學位課程及通過實習後，可註冊成為香港執業牙醫。香港大學於1976年為因應香港需求日增的牙科服務開始籌辦牙醫學院，於1982年起每年培訓60名牙科醫生，現時則每年通過聯招及非聯招途逕收90名（2022/23學年起）牙醫學士學生。香港大學牙醫學院於2016年在「QS世界大學學科排名」登上全球排名第一，在2017年及2018年繼續蟬聯世界第一。2020年10月，開設「先進牙醫學研究所—牙醫專科診所」，以加強對專科牙醫的培訓。香港大學牙醫學院所屬的教學醫院為菲臘牙科醫院。

## 牙醫學士課程
香港大學牙醫學院的牙醫學士課程為六年全日制，學生在此六年學到的牙科知識包括基礎醫學知識、綜合牙科護理、牙科材料學、口腔放射診斷學、牙體牙髓病學、牙周病學、口腔頜面外科學、口腔黏膜病學、修復齒科學、兒童齒科學、矯齒學、公共衞生學等。課程的目的是培訓勝任的牙科醫生處理口腔疾病，包括診斷，預防及治療。
牙醫學士學生從三年級開始，須在菲臘牙科醫院進行臨牀實習，在註冊牙醫的監督下為病人提供牙科檢查及治療，直至考核及格畢業。香港大學牙醫學士畢業生無須應考香港牙醫管理委員會的許可試，即可註冊成為香港執業牙醫。一般而言，畢業生出路包括升讀牙醫碩士課程、私人執業、在香港衛生署或醫管局醫院任職等。
由2025年開始，牙醫學士的畢業生須於香港公營醫療機構實習一年，並通過香港牙醫管理委員會指定評核後，方可正式註冊為香港執業牙醫。牙醫實習的制度參考醫管局的實習醫生，實習牙醫將輪調至不同部門的崗位工作。實習牙醫的薪資為香港衛生署正式註冊牙醫起薪點的一半，2025-26年度為每月港幣35505元。

## 牙醫碩士課程
香港大學牙醫碩士課程大部份為三年全日制課程，招收擁有牙醫學士學位及一年或以上牙醫工作經驗的學生修讀，以培養專攻某一範疇的專科牙醫。課程範疇包括：口腔額面外科、兒童齒科、牙髓治療科、牙周治療科、矯齒及臉部矯形科、修復齒科、植齒科等。香港大學牙醫碩士畢業生繼續深造並經香港醫學專科學院評核後，可在香港註冊成為專科牙醫，處理複雜及嚴重的口腔疾病個案。

## 事件

### 自資課程佔用公帑
菲臘牙科醫院是香港大學牙醫學院的教學醫院，由食物及衛生局撥款營運。基於供給資助課程的公帑資源不可用於大學自負盈虧的自資課程，資助課程與自資課程必須分立帳目，以確保公帑撥款營運的牙科醫院資源，只用於教資會資助的牙科學士課程，而港大牙科醫學院自資開辦的碩士及深造課程是不可佔用公帑資助。可是香港大學牙醫學院於2014/15年度的帳目被指分賬不清，香港大學所屬的菲臘牙科醫院被質疑以公帑補貼自資課程，當中涉及牙醫學院大量開辦的自資研究生課程，有關事件引起食物及衛生局、教育局及大學教育資助委員會等部門的關注及跟進。
對於被指利用公帑補貼自資課程，港大牙醫學院的解釋是菲臘牙科學院的運作資源，包括護士及儀器設備等，資助學位課程及自資課程是共用的，資源也難以分清，過往也沒有分立帳目。由於香港大學計劃增加資助牙科學士的學額，政府監管當局為免用於增加資助牙醫學士課程學額而所增加的公帑資源，被香港大學牙醫學院繼續用於自資課程，所以要求港大牙醫學院必須先行釐清帳目，因此港大牙醫學院的研究生課程須要於2016/17年度停收一年新生。

### 疫情嚴峻期間照常進行面授課程
自2022年年初香港第五波COVID-19疫情爆發以來，香港各大院校的課程陸續改為以網課形式進行。然而，香港大學牙醫學院被指為了不拖慢臨床教學進度，即使在有師生確診的情況下，依然要求學生回來上臨床實習課堂，而一般講課則以網課形式進行，有意見認為此舉枉顧師生和病人的安全。對此，港大牙醫學院表示已為教學醫院全面消毒，回校上課的師生進入醫院前亦須探測體溫和呈報病毒測試結果，並會密切關注香港疫情的最新發展。

## 著名校友
- 查逸超 （BDS 1986）：修復齒科專科醫生，香港中文大學校董會主席
- 陳岡（BDS 1988）[16]：前教育局總課程發展主任（通識教育/跨課程學習）、前恩主教書院校長、前九龍華仁書院校長、前番禺會所華仁小學校長、深圳前海哈罗港人子弟学校创校校长
- 朱祖順 （BDS 1995）：修復齒科專科醫生，香港十大傑出青年（2007），「中國夢智庫」醫療牙齒健康事務高級顧問
- 許廷鏗（BDS 2012）︰著名香港歌手

## 外部連結
- 官方网站